# مجلة الكشاف
مجلة الكشاف هي مجلّة أدبيّة اجتماعيّة أخلاقيّة، فلسطينيّة، صدرت لأول مرة في فترة الانتداب البريطانيّ عام 1936 في محافظة بيت لحم عن  الجمعيّة الأنطونيّة الخيريّة البيتلحميّة، وكانت تُطبع في مطبعة الأرض المقدّسة للآباء الافرنسيسيين في مدينة القدس. صدر عنها 5 أعداد وتقع في 100 صفحة. شغل منصب رئيس تحريرها نقولا قطان، ثم أنطون صالح مرقص، وعبد الله حنّا بندك. والمدير العام الأب نوربيرتو ريشاني، ومن ثمّ شغل حنّا صالح مرقص المنصب. كانت تصدر بشكل شهري تشمل موضوعات كالحريّة والسياسة، والقصص والخواطر والمطالعات.